# Stuart Kauffman
Stuart Alan Kauffman (28 de setembre de 1939) és un biòleg teòric.